# 伊野灘駅
伊野灘駅（いのなだえき）は、島根県出雲市美野町に位置する一畑電車北松江線の駅である。駅番号は14。出雲市内の一畑電車の駅では最も東側に位置する。

## 歴史
- 1928年（昭和3年）4月5日：開業。
- 2006年（平成18年）4月1日：一畑電気鉄道の持株会社移行に伴い、新設の一畑電車株式会社が鉄道事業を承継。

## 駅構造
松江方面に向かって左側に単式ホーム1面1線を有する地上駅（停留所）。無人駅である。
2010年5月29日公開の松竹映画『RAILWAYS 49歳で電車の運転士になった男の物語』の主要な舞台となった駅の一つで、主人公の故郷の駅と設定され、駅や駅周辺でロケが行われた。駅名標はホーム上待合所の壁面に掛けるタイプのものであったが、『RAILWAYS』のロケに際して撤去され、同作品の美術スタッフにより自立式の駅名標が製作・設置された。ロケ終了後も実際の駅名標として使用されている。

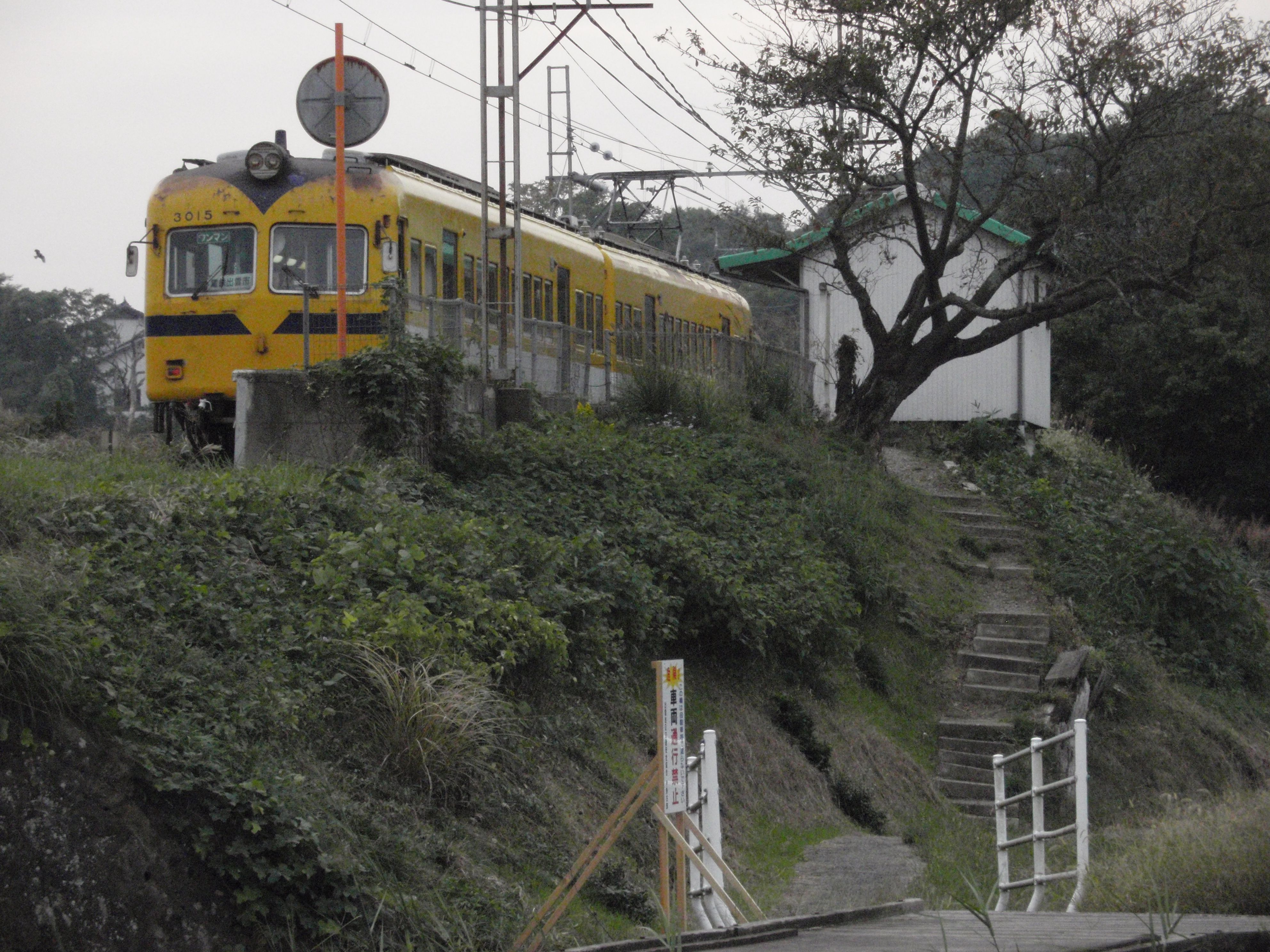
松江方面に少し離れた場所から見た駅
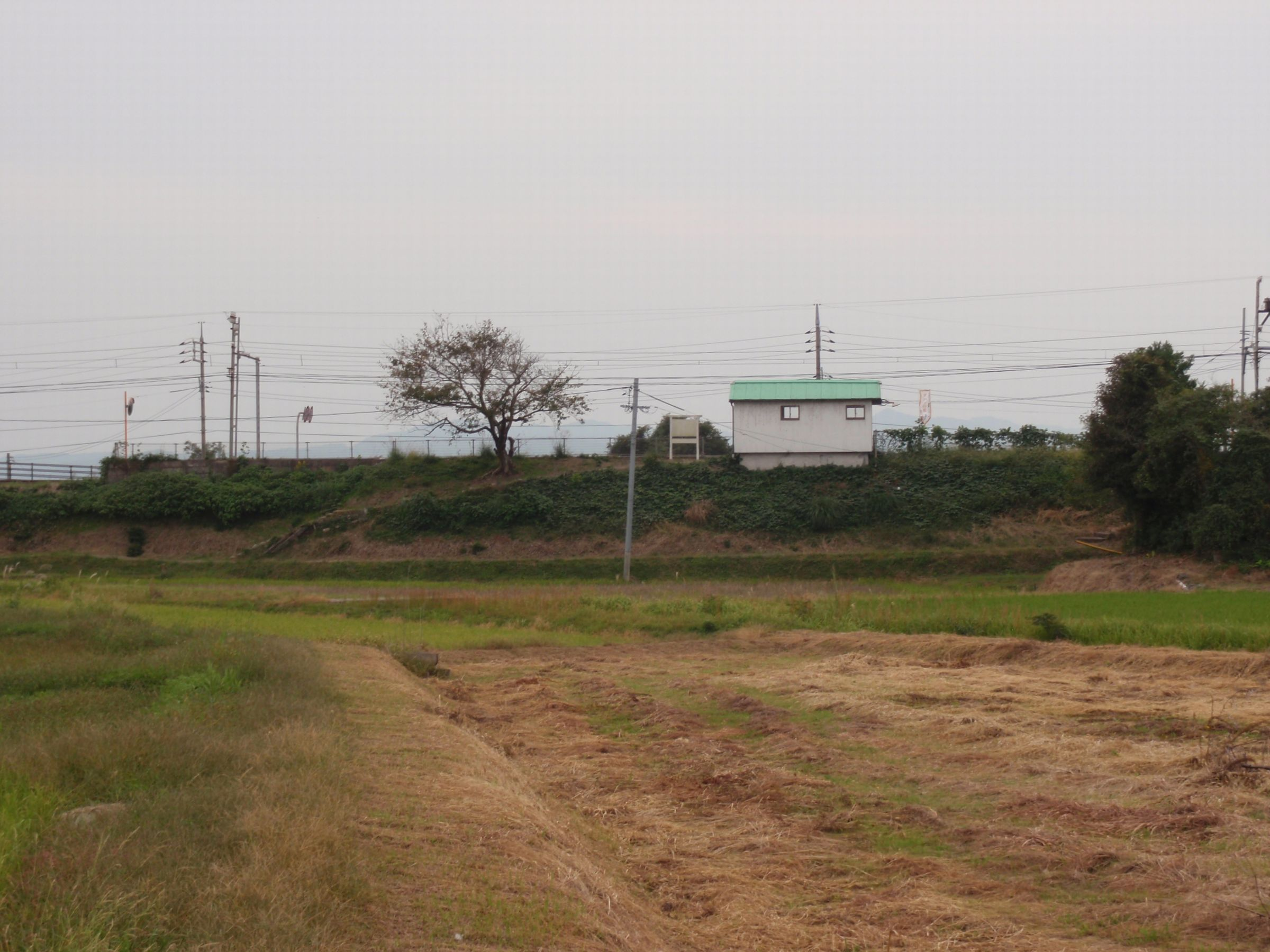
駅遠景

## 利用状況
1日平均の乗降人員は以下の通り。
| 年度   | 1日平均 乗車人員 | 1日平均 乗降人員 |
| ------ | ---------------- | ---------------- |
| 1999年 | 63               | 130              |
| 2000年 | 66               | 136              |
| 2001年 | 54               | 105              |
| 2002年 | 32               | 67               |
| 2003年 | 49               | 98               |
| 2004年 | 43               | 87               |
| 2005年 | 37               | 79               |
| 2006年 | 34               | 70               |
| 2007年 | 32               | 69               |
| 2008年 | 38               | 77               |
| 2009年 | 35               | 75               |
| 2010年 | 28               | 59               |
| 2011年 | 30               | 54               |
| 2012年 | 27               | 49               |
| 2013年 | 28               | 47               |
| 2014年 | 17               | 32               |
| 2015年 | 21               | 43               |
| 2016年 | 23               | 50               |
| 2017年 | 26               | 46               |
| 2018年 | 30               | 57               |
| 2019年 | 26               | 56               |
| 2020年 | 17               | 38               |

## 駅周辺
- 国道431号
- 宍道湖
- 島根ゴルフ倶楽部

## 隣の駅
一畑電車
■北松江線
■特急「スーパーライナー」・■急行
通過
■普通
一畑口駅（13） - 伊野灘駅（14） - 津ノ森駅（15）